# Raphaël Toriel
 (mars 2021).
La mise en forme du texte ne suit pas les recommandations de Wikipédia : il faut le « wikifier ».
Les points d'amélioration suivants sont les cas les plus fréquents. Le détail des points à revoir est peut-être précisé sur la page de discussion.
- Les titres sont pré-formatés par le logiciel. Ils ne sont ni en capitales, ni en gras.
- Le texte ne doit pas être écrit en capitales (les noms de famille non plus), ni en gras, ni en italique, ni en « petit »…
- Le gras n'est utilisé que pour surligner le titre de l'article dans l'introduction, une seule fois.
- L'italique est rarement utilisé : mots en langue étrangère, titres d'œuvres, noms de bateaux, etc.
- Les citations ne sont pas en italique mais en corps de texte normal. Elles sont entourées par des guillemets français : « et ».
- Les listes à puces sont à éviter, des paragraphes rédigés étant largement préférés. Les tableaux sont à réserver à la présentation de données structurées (résultats, etc.).
- Les appels de note de bas de page (petits chiffres en exposant, introduits par l'outil «  Source ») sont à placer entre la fin de phrase et le point final[comme ça].
- Les liens internes (vers d'autres articles de Wikipédia) sont à choisir avec parcimonie. Créez des liens vers des articles approfondissant le sujet. Les termes génériques sans rapport avec le sujet sont à éviter, ainsi que les répétitions de liens vers un même terme.
- Les liens externes sont à placer uniquement dans une section « Liens externes », à la fin de l'article. Ces liens sont à choisir avec parcimonie suivant les règles définies. Si un lien sert de source à l'article, son insertion dans le texte est à faire par les notes de bas de page.
- La présentation des références doit suivre les conventions bibliographiques. Il est recommandé d'utiliser les modèles {{Ouvrage}}, {{Chapitre}}, {{Article}}, {{Lien web}} et/ou {{Bibliographie}}. Le mode d'édition visuel peut mettre en forme automatiquement les références.
- Insérer une infobox (cadre d'informations à droite) n'est pas obligatoire pour parachever la mise en page.

Pour une aide détaillée, merci de consulter Aide:Wikification.
Si vous pensez que ces points ont été résolus, vous pouvez retirer ce bandeau et améliorer la mise en forme d'un autre article.
Œuvres principales
- Le Testament de Dom Juan (2003, 2008)
- Le Magicien (2005)
- La Fiancée du vent (2007)
- Le Procès du théâtre, ou Le Théâtre accusé des sept péchés capitaux (2007)
- L’Attente (2008)
- Liberté équité tendresse (2021)
- Naufrage (2022)

Raphaël Toriel, né le 21 juillet 1946 à Aley, au Liban, est un romancier, essayiste et auteur dramatique français.

## Biographie
Raphaël Toriel est né en 1946 dans la montagne libanaise de mère libanaise et de père français. Il a vécu depuis 1970 près d'Annecy, en Haute-Savoie, où il a écrit romans et pièces de théâtre qui ont été jouées en France, Suisse et Espagne. Il faisait partie de l’association Écrivains associés au théâtre.

## Œuvres
Théâtre
- Le Testament de Dom Juan, ABS Éditions, 2003 ; rééd. 2008 [2]
- J’ai le cœur à Palmyre…, Éditions du Petit théâtre de Vallières, 2004  (1er prix d’écriture théâtrale 2004)[3]
- La Joconde, ABS Éditions, 2004[4]
- Comme une femme…, 2005[5]
- Le Magicien, 2005[6],[4]
- Pseudo, 2006
- Le Génie, le Prophète et la Femme…, ABS Éditions, 2006[7]
- La Fiancée du vent, Les Cygnes Éditions, 2007[8]
- Le Procès du théâtre, ou le Théâtre accusé des sept péchés capitaux, 2007[9]
- Mémoires d’un raté, 2008[10]
- L’Attente, Jacques André Éditeur, 2009[11]
- Comme une femme / Como Mujer" - Jacques André Éditeur -  (ISBN 978-2-7570-0185-1) - Pièce en quatre actes - Traduction espagnole Nathalie Bléser & Jesus de Manuel Jerez, 2010
- Mémoires d'un raté & Le Magicien -  ABS Éditions -  (ISBN 9782-915839-647) - 2010
- Burn Out - Bookélis -      (ISBN 979-10-227-1100-5) - 2014
- Le Procès du théâtre - Bookélis -  (ISBN 979-10-227-1015-2) - 2014
- Le faux nègre - Bookélis -  (ISBN 979-10-227-0364-2) - 2014

Romans
- J’ai le cœur à Palmyre…, Édition de la Revue Phénicienne -  (ISBN 978-2913875210) - 2010
- Mémoires d'un Raté, Éditions Humanis -  (ISBN 979-10-219-0071-4) - 2013
- J’ai le cœur à Palmyre…, Édition Humanis -  (ISBN 979-10-219-0083-7) - rééd. 2014
- Sous les cèdres, les ordures..., Éditions BoD -  (ISBN 978-2-322-13966-8), 2017
- Le Banc, Éditions Encretoile -   (ISBN 978-2-367-72158-3) - 2018
- Liberté équité tendresse, Éditions Les Presses Littéraires -  (ISBN 979-10-310-1091-5) - 2021
- Naufrage, Éditions Les Presses Littéraires -  (ISBN 979-10-310-1198-1)  - 2022